# Barra do São Francisco
Barra do São Francisco é uma localidade do município de Carmo, próximo à divisa com Sumidouro, sendo que algumas fontes também a citam como sendo parte deste município.
Sua origem é ligada à Estação São Francisco, depois rebatizada de Estação de Barra do São Francisco, uma estação de trens inaugurada em 1885, pela Companhia Estrada de Ferro Leopoldina, e que permaneceu ativa até 1967. Em 1999, ganhou sua primeira agência dos Correios.